# Liang Kai

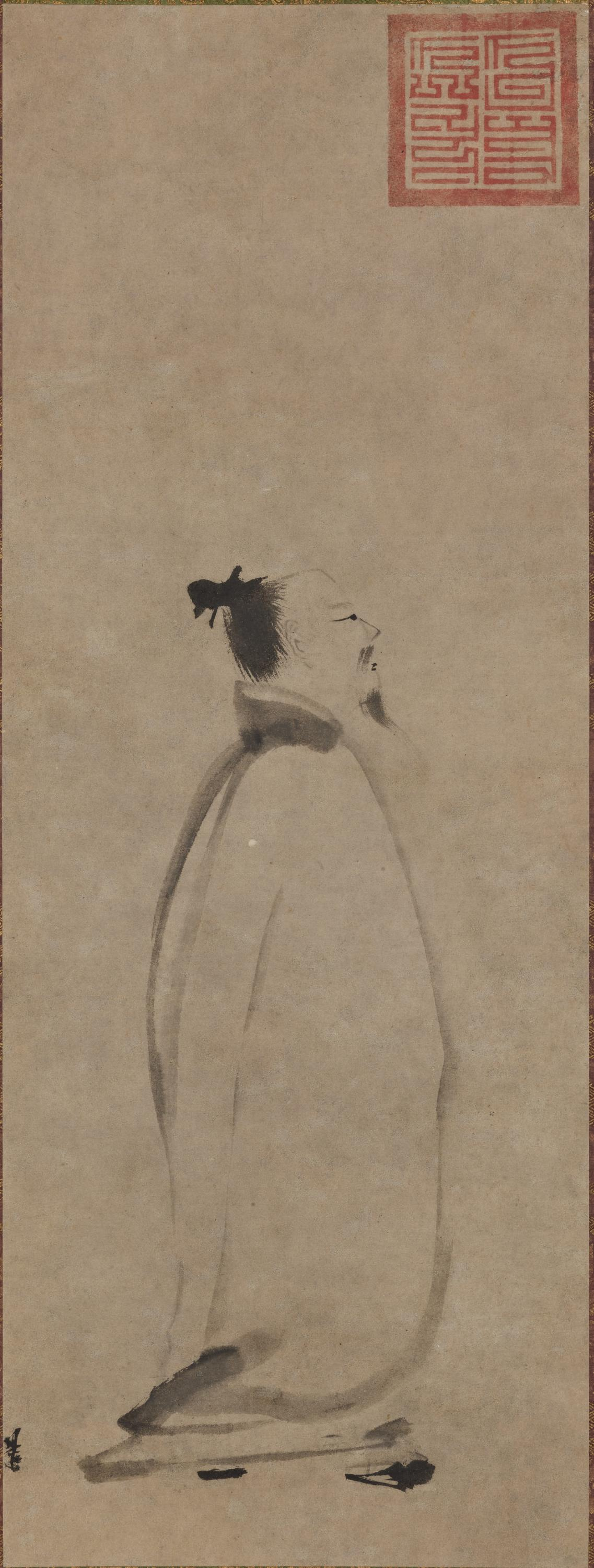
Portret van Li Bai, toegeschreven aan Liang Kai; hangende rol met gewassen inkt op papier, collectie Nationaal museum van Tokio

Liang Kai (梁楷; ca. 1140–na 1210) was een Chinees kunstschilder die leefde tijdens de Zuidelijke Song. In zijn latere periode noemde hij zichzelf Liang de Gek (梁瘋子; pinyin: Liáng Fēngzi).

## Biografie
Liang werd geboren in de provincie Shandong. Hij werd in de schilderkunst onderwezen door Jia Shigu (fl. midden 12e eeuw), maar overtrof hem in het schilderen van portretten. Lang kreeg een betrekking als hofschilder op de keizerlijke schildersacademie in Lin An, het huidige Hangzhou.
In 1210 werd Liang gepromoveerd tot daizhao, oftewel een schilder in opleiding, en ontving de prestigieuze Gouden Gordel. Hij weigerde deze om onbekende redenen en verliet het hof na de gordel aan de muur van de academie gehangen te hebben. Liang werd een chàn-boeddhistische monnik in de tempelheuvels aan de overzijde van het Westelijke Meer.

## Werk
Liang is met name bekend om zijn monochrome chàn-schilderingen. Deze waren weinig populair bij Chinese verzamelaars, maar vonden gretig aftrek in Japan. Hier vormde de chàn-schilderkunst de basis voor de sumi-e-traditie.
- Gemeinsame Normdatei: 132830493
- International Standard Name Identifier: 0000 0000 6353 0691
- Library of Congress Control Number: n84151008
- Union List of Artist Names: 500202738
- Virtual International Authority File: 55555980
- WorldCat: E39PBJyGXjdwJRxGXJdpwT9FKd